# Apátkúti-patak
Az Apátkúti-patak Pest vármegyében, Pilisszentlászlótól délre ered, mintegy 420 méteres tengerszint feletti magasságban, a Dunántúli-középhegység részét képező Dunazug-hegyvidéken, a Visegrádi-hegységben.

## Ismertetés
A patak forrásától kezdve előbb egy rövid szakaszon északnyugat, majd ezt követően észak-északkeleti irányban halad, egy közel 1,8 kilométeres szakaszon a 11 116-os úttal párhuzamosan. A vízfolyás elhalad az Apátkúti vadászház, majd a Bertényi Miklós Füvészkert mellett. Torkolata Visegrád belterületén, a 11-es főút keresztezése után található. A patak a Szentendrei-Duna kiágazása előtt az utolsó vízfolyás a Duna jobb partján, ami a folyamba torkollik.
1944. december 28-án a szovjet csapatok az Apátkúti-patak völgyén keresztül érték el Visegrádot.
Látványos szakasza az Ördögmalom-vízesés és környéke, népszerű kirándulóhely a Telgárthy-rét és a jó vízű Kaán-forrás. A patak völgyében nyílt az Apátkút-völgyi-barlang bejárata.

## Élővilága
A patak élővilágát a környező hegység határozza meg.

A patak vize számtalan élőlénynek ad otthont. A legfontosabb halfajok: bodorkaRutilus rutilus), (Leuciscus cephalus), balin (Aspius aspius), fürge cselle (Phoxinus phoxinus), szélhajtó küsz (Alburnus alburnus), márna (Barbus barbus), Petényi-márna (Barbus petenyi komplex), fenékjáró küllő (Gobio gobio), ezüstkárász (Carassius gibelio), kövi csík (Barbatula barbatula), vágó csík (Cobitis elongatoides), csuka (Esox lucius), sebes pisztráng (Salmo trutta fario), szivárványos pisztráng (Oncorhynchus mykiss), fogassüllő (Sander lucioperca), vágó durbincs (Gymnocephalus cernuus), széles durbincs (Gymnocephalus baloni), (Lepomis gibbosus), tengeri tarka géb (Proterorhinus marmoratus), kessler-géb (Neogobius kessleri).

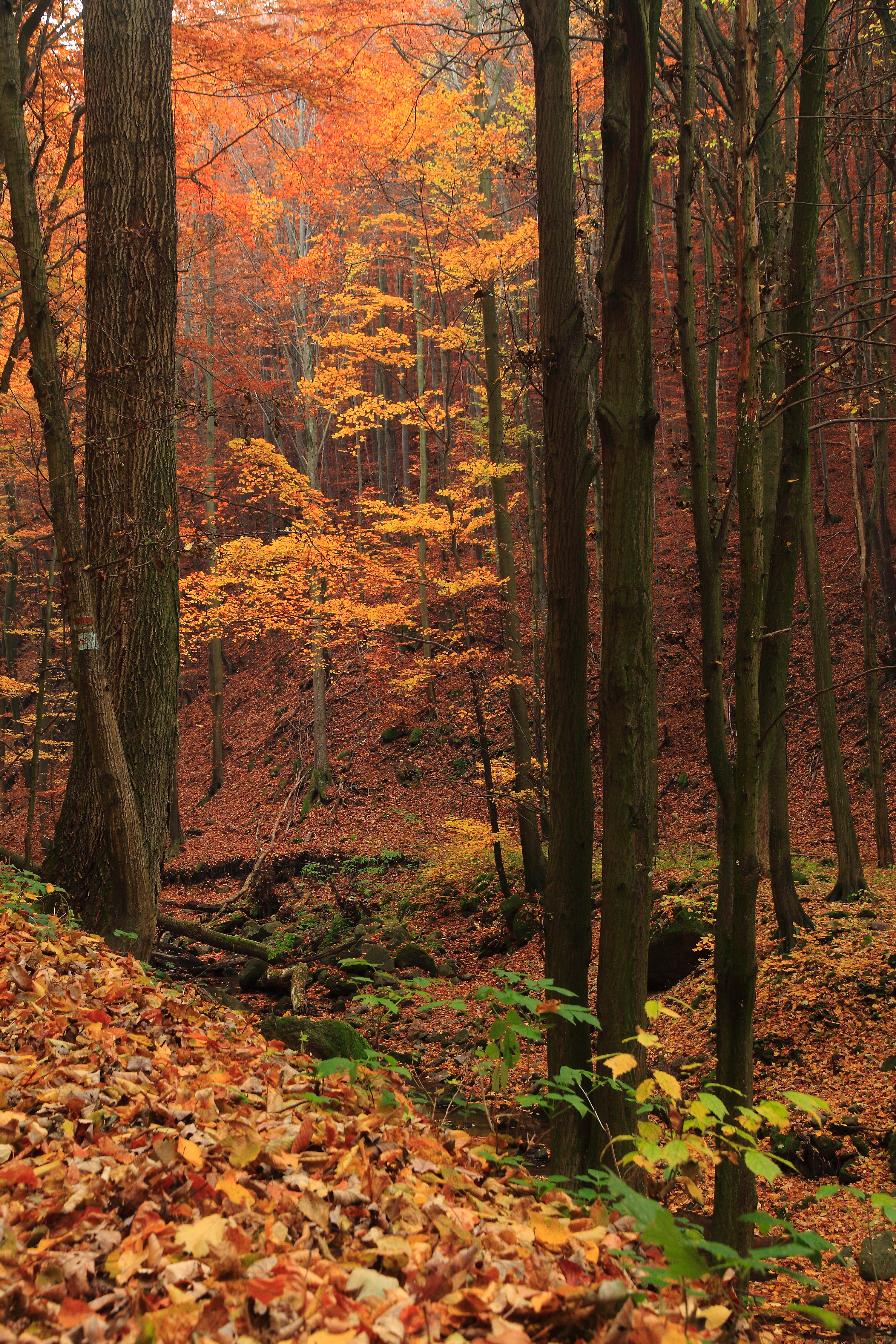
Jellegzetes őszi hangulat a Telgárthy-rét fölötti szakaszon

## Települések a patak mentén
A patak környezetében közel 3 000 fő él.
- Pilisszentlászló
- Visegrád

A patak egy rövid szakasza Dunabogdány közigazgatási területét is érinti, a meder egyik pontja a három település hármashatára.